# Southampton County
Southampton County ist ein County im Bundesstaat Virginia der Vereinigten Staaten. Im Jahr 2020 hatte das County 17.996 Einwohner und eine Bevölkerungsdichte von 11,6 Einwohnern pro Quadratkilometer. Der Verwaltungssitz (County Seat) ist Courtland.

## Geographie
Southampton County liegt im Südosten von Virginia, grenzt im Süden an North Carolina und hat eine Fläche von 1560 Quadratkilometern, wovon sieben Quadratkilometer Wasserfläche sind. Es grenzt im Uhrzeigersinn an folgende Countys: Isle of Wight County, Greensville County, Sussex County und Surry County.

## Geschichte

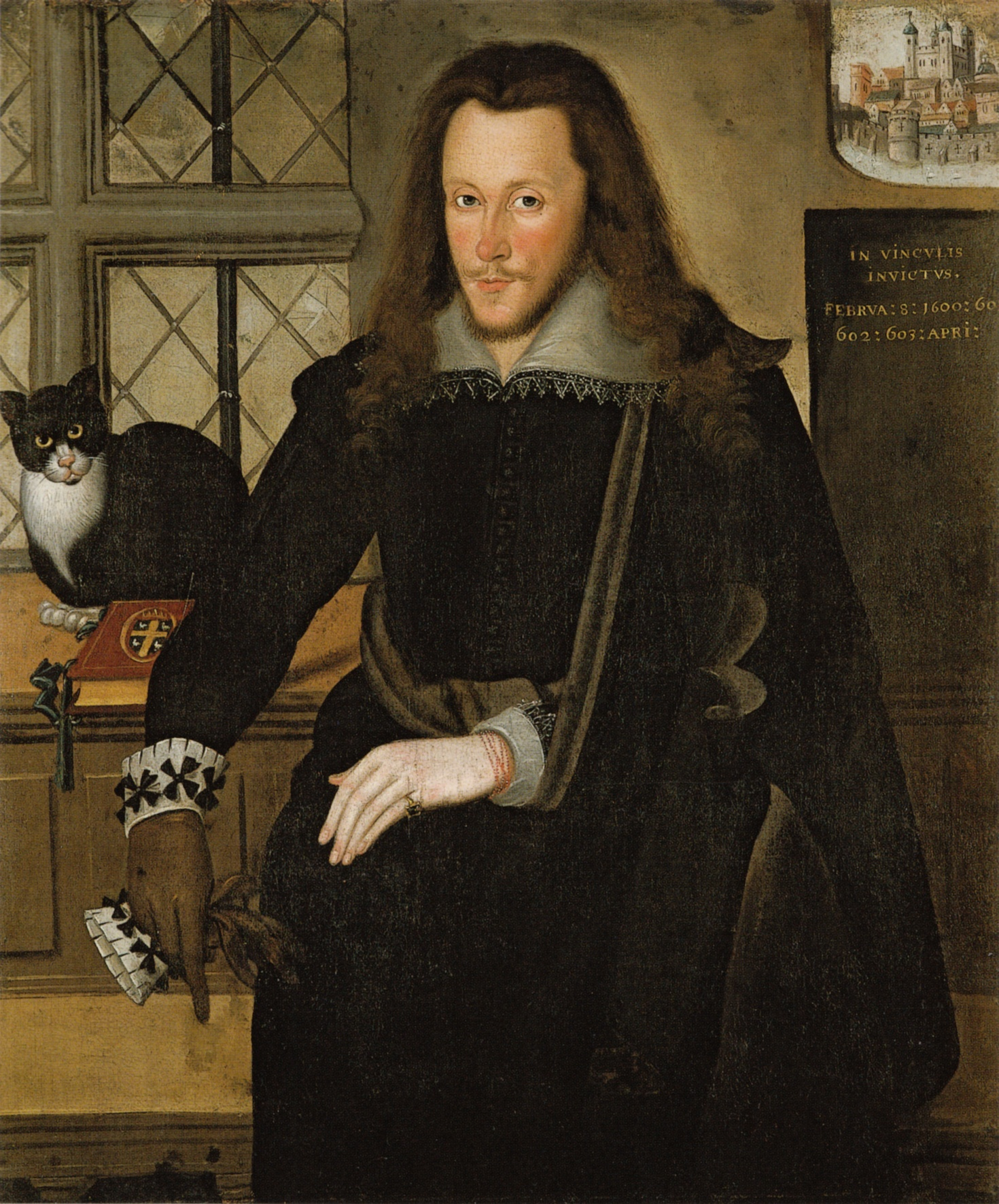
Henry Wriothesley, 3. Earl of Southampton

Gebildet wurde es 1749 aus Teilen des Isle of Wight County. Im 17. Jahrhundert, kurz nach der Gründung der Ansiedlung Jamestown 1607, kamen die ersten englischen Siedler in dieses Gebiet.  1634 wurde die Kolonie Virginia in 8 Shires aufgeteilt, mit damals rund 5000 Einwohnern. Southampton County war Teil des Warrosquyoake Shire, das 1637 in Isle of Wight County umbenannt wurde. 1749 wurde ein Teil des Isle of Wight County, westlich des Blackwater River, zu Southampton County. Benannt wurde es entweder nach der englischen Stadt Southampton oder nach dem Gründer der Virginia Kolonie, Henry Wriothesley, 3. Earl of Southampton. 
Am 21./22. August 1831 war das Southampton County Schauplatz der bis dahin größten Sklaven-Rebellion in Amerika, angeführt durch den Sklaven Nat Turner. Bei diesem Aufstand wurden 58 Weiße und eine unbekannte Anzahl Sklaven getötet. Turner und seine Anhänger wurden gefangen genommen, verurteilt und 20 von ihnen erhängt.

## Demografische Daten

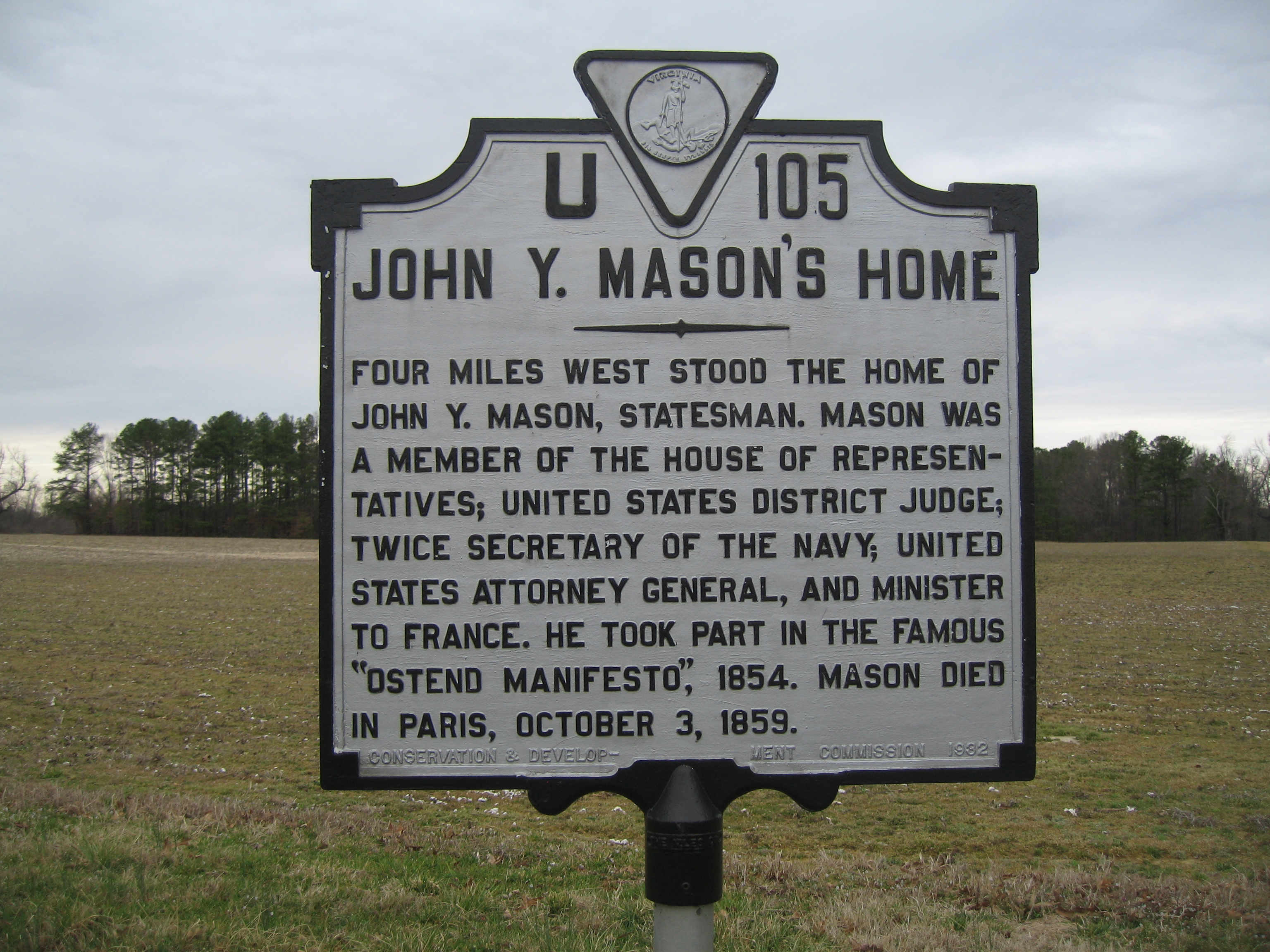
Hinweis auf das Haus von John Y. Mason an der U.S. Route 58

Alterspyramide des Southampton County

Nach der Volkszählung im Jahr 2000 lebten im Southampton County 17.482 Menschen. Davon wohnten 1.565 Personen in Sammelunterkünften, die anderen Einwohner lebten in 6.279 Haushalten und 4.502 Familien. Die Bevölkerungsdichte betrug 11 Einwohner pro Quadratkilometer. Ethnisch betrachtet setzte sich die Bevölkerung zusammen aus 55,96 Prozent Weißen, 42,87 Prozent Afroamerikanern, 0,20 Prozent amerikanischen Ureinwohnern, 0,18 Prozent Asiaten, 0,01 Prozent Bewohnern aus dem pazifischen Inselraum und 0,25 Prozent aus anderen ethnischen Gruppen; 0,53 Prozent stammten von zwei oder mehr ethnischen Gruppen ab. 0,66 Prozent der Bevölkerung waren spanischer oder lateinamerikanischer Abstammung.
Von den 6.279 Haushalten hatten 30,8 Prozent Kinder und Jugendliche unter 18 Jahre, die bei ihnen lebten. 54,1 Prozent waren verheiratete, zusammenlebende Paare, 13,5 Prozent waren allein erziehende Mütter, 28,3 Prozent waren keine Familien, 24,9 Prozent waren Singlehaushalte und in 11,1 Prozent lebten Menschen im Alter von 65 Jahren oder darüber. Die Durchschnittshaushaltsgröße betrug 2,53 und die durchschnittliche Familiengröße lag bei 3,02 Personen.
Auf das gesamte County bezogen setzte sich die Bevölkerung zusammen aus 22,7 Prozent Einwohnern unter 18 Jahren, 8,8 Prozent zwischen 18 und 24 Jahren, 29,2 Prozent zwischen 25 und 44 Jahren, 25,0 Prozent zwischen 45 und 64 Jahren und 14,2 Prozent waren 65 Jahre alt oder darüber. Das Durchschnittsalter betrug 39 Jahre. Auf 100 weibliche Personen kamen 111,7 männliche Personen. Auf 100 Frauen im Alter von 18 Jahren oder darüber kamen statistisch 112,5 Männer.

Das jährliche Durchschnittseinkommen eines Haushalts betrug 33.995 USD, das Durchschnittseinkommen der Familien betrug 41.324 USD. Männer hatten ein Durchschnittseinkommen von 32.436 USD, Frauen 20.831 USD. Das Prokopfeinkommen betrug 16.930 USD. 11,7 Prozent der Familien und 14,6 Prozent der Bevölkerung lebten unterhalb der Armutsgrenze. Darunter waren 19,9 Prozent der Kinder und Jugendlichen unter 18 Jahren und 14,5 Prozent der Einwohner im Alter von 65 Jahren oder darüber.